# کبوتر آبی موریس
کبوتر آبی موریس (نام علمی: Alectroenas nitidissimus) نام یک گونه منقرض‌شده از تیره کبوتر است.